# 2MASS J15394189-0520428
2MASS J15394189-0520428 ist ein etwa 55 Lichtjahre von der Erde entfernter Ultrakühler Zwerg im Sternbild Waage. Er wurde 2004 von Tim R. Kendall et al. entdeckt.
Er gehört der Spektralklasse L4.2 V an; seine Oberflächentemperatur beträgt etwa 1750 Kelvin.